# Károly Vekov
Károly János Vekov (n. 26 septembrie 1947, Budapesta, Republica Ungară⁠(d) – d. 7 octombrie 2020, Debrețin, Ungaria) a fost un istoric, conferențiar universitar și om politic  maghiar din România. În legislatura 2000-2004 a fost deputat în Parlamentul României, ales în județul Cluj pe listele partidului UDMR.
În anul 2013 s-a preocupat cu identificarea mormintelor celor executați în urma Procesului Szoboszlay și a sesizat IICCMER în acest sens.

## Scrieri
- Székely felkelés. 1595-1596 [Revolte ale secuilor. 1595-1596], București, 1979;
- Locul de adeverire din Alba Iulia. Secolele XIII–XVI, Cluj, 2003;
- Structuri juridico-militare și sociale la secui în evul mediu, Cluj, 2003;
- In memoriam Szoboszlay Aladár, Budapesta, 2018.

## Legături externe
- Károly-János Vekov Arhivat în 2 martie 2024, la Wayback Machine. la cdep.ro